# Comuna de Świedziebnia
Świedziebnia (polaco: Gmina Świedziebnia) é uma gminy (comuna) na Polónia, na voivodia de Cujávia-Pomerânia e no condado de Brodnicki. A sede do condado é a cidade de Świedziebnia.
De acordo com os censos de 2004, a comuna tem 5172 habitantes, com uma densidade 49,8 hab/km².

## Área
Estende-se por uma área de 103,83 km², incluindo:
- área agrícola: 73%
- área florestal: 17%

## Demografia
Dados de 30 de Junho 2004:
|                      | Total   | Total | Mulheres | Mulheres | Homens  | Homens |
| -------------------- | ------- | ----- | -------- | -------- | ------- | ------ |
|                      | pessoas | %     | pessoas  | %        | pessoas | %      |
| População            | 5172    | 100   | 2602     | 50,3     | 2570    | 49,7   |
| Densidade (pop./km²) | 49,8    | 100   | 25,1     | 25,1     | 24,8    | 24,8   |

De acordo com dados de 2002, o rendimento médio per capita ascendia a 1458,25 zł.

## Subdivisões
- Chlebowo, Dzierzno, Granaty, Grzęby, Janowo, Kłuśno, Księte, Mełno, Michałki, Nowa Rokitnica, Okalewko, Rokitnica-Wieś, Stare Zasady, Świedziebnia, Zasadki, Zduny.

## Comunas vizinhas
- Bartniczka, Brodnica, Górzno, Lubowidz, Osiek, Rypin, Skrwilno